# Hundsjön (Hinneryds socken, Småland)
Hundsjön är en sjö i Markaryds kommun i Småland och ingår i Lagans huvudavrinningsområde. Sjön har en area på 0,123 kvadratkilometer och ligger 154 meter över havet.

## Delavrinningsområde
Hundsjön ingår i det delavrinningsområde (627591-135906) som SMHI kallar för Mynnar i Vänneån. Medelhöjden är 159 meter över havet och ytan är 27,33 kvadratkilometer. Det finns inga avrinningsområden uppströms utan avrinningsområdet är högsta punkten. Örsbäcken som avvattnar avrinningsområdet har biflödesordning 3, vilket innebär att vattnet flödar genom totalt 3 vattendrag innan det når havet efter 50 kilometer. Avrinningsområdet består mestadels av skog (52 procent) och sankmarker (33 procent). Avrinningsområdet har 0,97 kvadratkilometer vattenytor vilket ger det en sjöprocent på 3,6 procent.